# IGBM
El IGBM es el Índice General de la Bolsa de Madrid, que está compuesto por 122 valores negociados en ella. Se publica desde finales de 1940 y a partir de 1986 se calcula como una serie histórica continua con base 100 del día 31 de diciembre de 1985.
Se diferencia del Índice Total de la Bolsa de Madrid ITBM en que el IGBM refleja exclusivamente la rentabilidad obtenida por el aumento o disminución de los precios de las acciones que lo componen.
El 2 de enero de 2006 se puso en funcionamiento un nuevo sistema de cálculo que refleja con mayor exactitud la situación del mercado, eliminando las distorsiones generadas por las participaciones cruzadas de las compañías integrantes del Índice.
La nueva clasificación se realizó de acuerdo con unas pautas internacionales:
- Dos relacionados con la energía y la industria básica en sentido amplio: petróleo y energía; y materiales básicos, industria y construcción.
- Dos ligados al consumo: bienes de consumo y servicios de consumo.
- Uno que agrupa actividades de componente financiero: servicios financieros e inmobiliarias.
- Uno que agrupa las actividades relacionadas con la tecnología y las telecomunicaciones.

## Cronología del Índice
- Cinco empresas se incorporan al índice a partir del segundo semestre de 2016: Telepizza Group, Global Dominion Access, Parques Reunidos, Coca-Cola European Partners y Sniace[2]